# Errol Pickford
Errol John Pickford (Perth, 1º settembre 1966 – 14 giugno 2018) è stato un danzatore australiano, primo ballerino del Royal Ballet dal 1991 al 1997.

## Biografia
Errol Pickford nacque a Perth nel 1966 e si avvicinò alla danza classica solo dopo essersi trasferito nel Regno Unito. Studiò alla Royal Ballet School, dove fu compagno di corsi di Kevin O'Hare, e dopo aver conseguito il diploma nel 1984 fu scritturato dal Royal Ballet. L'anno successivo partecipò all'Eurovision Young Dancers insieme a Maria Almeida, classificandosi settimo. Nel 1986 fu promosso al rango di solista, nel 1989 a quello di primo solista e nel 1991 fu proclamato primo ballerino della compagnia.
Nei suoi tredici anni con la compagnia danzò molti dei grandi ruoli del repertorio maschile, tra cui il Principe ne Lo schiaccianoci di Peter Wright, Mercuzio nel Romeo e Giulietta di Kenneth MacMillan, Basilio nel Don Chisciotte di Marius Petipa, Siegfried ne Il lago dei cigni di Anthony Dowell, Albrecht nella Giselle di Wright, Lescaut nella Manon di MacMillan. Nel 1997 lasciò il Royal Ballet per una breve parentesi come primo ballerino del West Australian Ballet. Successivamente si è dedicato all'insegnamento.